# Theophilus Goldridge Pinches
Theophilus Goldridge Pinches (ur. 1856, zm. 6 czerwca 1934) – brytyjski asyriolog, jeden z pionierów tej dyscypliny obok takich postaci jak Friedrich Delitzsch, Henry Rawlinson czy Archibald Sayce. Pracownik naukowy i wykładowca akademicki. Autor licznych publikacji z zakresu języka akadyjskiego, pisma klinowego oraz religii starożytnego Bliskiego Wschodu.

## Życiorys
Theophilus Goldridge Pinches urodził się w 1856 r. jako syn Theophilusa Pinchesa, właściciela zakładu grawerskiego. Miał dwóch starszych braci, Thomasa Ryana Pinchesa i Johna Pinchesa, którzy poszli w ślady ojca i również zostali grawerami-mencerzami, zakładając firmę John Pinches Medallists Ltd. i przekazując w ten sposób tradycję rodzinną swoim synom. Theophilus Goldridge jako jedyny z całej trójki nie wybrał tej ścieżki kariery, natomiast zainteresował się pismem klinowym i już w 1878 r. rozpoczął pracę w Oddziale Egipskim i Asyryjskim Muzeum Brytyjskiego, najpierw jako asystent, a później jako starszy kustosz. Wyniki swoich wczesnych badań nad mezopotamskimi tabliczkami publikował na łamach specjalistycznego periodyku The Babylonian and Oriental Record, którego był współredaktorem od 1886 r. W roku 1900, kiedy już należał do Royal Asiatic Society, rozpoczął pracę wykładowcy na Uniwersytecie Londyńskim i Uniwersytecie w Liverpoolu, gdzie prowadził zajęcia aż do swojej śmierci w 1934 r. Mimo że nigdy nie obronił rozprawy doktorskiej, jego znajomi tytułowali go „doktorem”. Był żonaty: jego żoną została urodzona w 1858 r. Isabelle Bertin, najmłodsza córka Augusta Bertin.

## Kontekst życia i myśli
Lata życia Pinchesa czyli przełom XIX i XX wieku wiązał się z wieloma zasadniczymi zmianami w kontekście szeroko rozumianych nauk o religiach. Doszło w tym czasie do wyodrębnienia się religioznawstwa porównawczego jako samodzielnej dyscypliny naukowej, skupionej na badaniu wszelkich przejawów życia religijnego. Z jednej strony owa dyscyplina odróżniała się od konfesyjnie zorientowanej teologii, z drugiej natomiast zaczęła uniezależniać się od takich dyscyplin, jak filozofia, psychologia czy socjologia. Jakkolwiek wielu pierwszych religioznawców było teologami, a metody badawcze zostały zapożyczone z innych dziedzin humanistyki, to jednak był to istotny krok do pełnej samodzielności.
Był to również czas rozwoju wczesnej asyriologii. Począwszy od przełomu XVIII i XIX w. Bliski Wschód odwiedzało coraz więcej przedstawicieli świata Zachodu i jakkolwiek byli to przeważnie oficerowie i pracownicy placówek dyplomatycznych, to jednak przyczynili się oni do badań. Głównym bodźcem ich dociekań była chęć lepszego poznania realiów świata Biblii tudzież dowiedzenia prawdziwości zawartych w niej opowieści. W rezultacie wiedza na temat kontekstu historyczno-kulturowego Pisma Świętego poszerzyła się znacznie i umożliwiła bardziej kompleksowe ujęcie tego tematu.

## Główne zasługi naukowe
Jako pionier badań nad cywilizacjami starożytnego Bliskiego Wschodu T.G. Pinches przysłużył się przede wszystkim studiom nad językiem akadyjskim i pismem klinowym. Jest on bowiem autorem kilku podręczników, na których z kolei wychowali się kolejni adepci asyriologii. On jako pierwszy zaproponował współcześnie a powszechnie stosowaną formę odczytania imienia „Gilgamesz” w miejsce archaicznej „Gisztubar”.
Jakkolwiek Pinches kojarzony jest przede wszystkim z asyriologią, to jego badania przyczyniły się również do rozwoju religioznawstwa (zwłaszcza studiów nad religiami starożytnego Bliskiego Wschodu) oraz biblistyki. Wcześniej bowiem tradycje religijne Mezopotamii były z reguły postrzegane przez pryzmat ich prezentacji w Biblii. Tymczasem Biblia nie zawiera adekwatnego obrazu tych systemów a, co więcej, sama jest w dużym stopniu naznaczona ich wpływami. Badania Pinchesa jak i innych pionierów asyriologii umożliwiły odwrócenie tej relacji i spojrzenie na Biblię jako na tekst, który powstał w kontekście literatury religijnej starożytnego Bliskiego Wschodu.

## Najważniejsze publikacje
T.G. Pinches pozostawił po sobie pokaźny dorobek naukowy obejmujący kilkadziesiąt pozycji. Wśród najważniejszych jego prac natomiast można wskazać poniższe.
- Texts in the Babylonian Wedge-writing (1880);
- The Religion of Babylonia and Assyria (1906, polski przekład: Religia Babilonii i Asyrii, Katowice: Wydawnictwo Sacrum, 2015);
- The Old Testament in the Light of the Historical Records and Legends of Assyria and Babylonia (1908);
- An Outline of Assyrian Grammar: with a Short Sign-list, a List of Late Babylonian Forms of Characters, and Autographic Reproductions of Texts (1910);
- Late Babylonian Astronomical and Related Texts (wydane pośmiertnie w 1955).